# Delémont (huyện)
Huyện Delémont (tiếng Pháp: District du Delémont, tiếng Đức: Bezirk Delémont) là một huyện hành chính của Thụy Sĩ. Huyện này thuộc bang Bang Jura. Huyện Delémont có diện tích 303 km², dân số theo thống kê của cục thống kê Thụy Sĩ năm 1999 là 34946 người. Trung tâm của huyện đóng ở Delémont. Mã của huyện là 2601.